# Внешняя кольцевая дорога (Тяньцзинь)
Внешняя кольцевая дорога в Тяньцзине имеет длину 71322 м. Она построена вокруг города.
Имея статус скоростной дороги, она таковой не является, так как скорость движения составляет от 60 до 80 км/ч. Также дорога имеет светофоры. 
Дорога связана с другими автомобильными путями: Тяньцзинь — Цзи, Тяньцзинь — Тангу, Пекин — Тяньцзинь — Тангу, Пекин — Харбин, Баодин — Тяньцзинь. Также внешняя кольцевая дорога связывает между собой районы города, Тяньцзинь с Цзыбо, Таньшанем, Уси и другими городами и округами. 